# Duluth (Minnesota)
Duluth é uma cidade do estado do Minnesota, no Condado de Saint Louis, Estados Unidos. É um importante centro siderúrgico, localizado em área próxima às das jazidas de ferro. É a terra natal de Bob Dylan, Prémio Nobel da Literatura de 2016.
Segundo o censo nacional de 2010, a sua população é de 86 265 habitantes e sua densidade populacional é de 491,3 hab/km². É a quarta cidade mais populosa do Minnesota. Possui 38 208 residências, que resulta em uma densidade de 217,62 residências/km².
A cidade tem o nome de Daniel Greysolon, Sieur du Lhut, o primeiro explorador europeu da área.

## Geografia
De acordo com o United States Census Bureau, a cidade tem uma área total de 226,44 km², dos quais 175,6 km² estão cobertos por terra e 51 km² por água. É a segunda maior cidade de Minnesota em termos de área territorial, superado apenas por Hibbing.

## Governo
O atual prefeito de Duluth é Don Ness. Atualmente, a partir de 2009 a cidade está enfrentando um déficit orçamentário maior que afectou serviços da cidade, como manutenção de ruas, água, gás e manutenção de esgoto sanitário e forçou a redução ou eliminação de muitos programas sociais geridos pela cidade. Todos esses problemas agravados resultaram em reduções de pessoal da cidade. Os problemas de transbordamento de esgoto sanitário obrigaram os moradores a desligar seus sistemas de casas de drenagem do sistema de esgoto sanitário em custos significativos para o proprietário e têm sido uma fonte de discórdia.
Em 2004, Duluth foi centro de uma batalha judicial entre o Conselho da Cidade, os moradores locais, e da ACLU. O debate e a eventual ação girava em torno de uma figura de mármore com a inscrição dos Dez Mandamentos, que residia no gramado do City Hall. A cidade finalmente concordou em retirar o dispositivo, e que agora reside em propriedade particular perto do Hotel Comfort Suites no Canal Park Drive.
Durante a eleição presidencial de 2000, candidato do Partido Verde Ralph Nader recebeu mais de 7,0% dos votos dos residentes Duluth, uma das maiores no país para uma cidade com uma população de pelo menos 85.000.

## Economia
Duluth é o pólo regional não apenas para sua própria área imediata, mas também por uma grande área que abrange nordeste de Minnesota, Wisconsin noroeste e oeste da península superior de Michigan. Continua a ser um grande centro de transporte para o transbordo de carvão, taconite, produtos agrícolas, aço, calcário e cimento. Nos últimos anos, tem visto um crescimento forte no transbordo de componentes de turbinas de vento indo e vindo dos fabricantes na Europa e na Dakota do Norte, e em máquinas industriais de grandes dimensões fabricadas em todo o mundo e destinados para as areias de alcatrão projetos de extração de petróleo em Alberta.

## Utilitários
Minnesota Power produz energia em instalações de geração localizadas no norte de Minnesota, bem como em uma usina de geração em Dakota do Norte. O último fornece electricidade ao sistema MP pela linha HVDC Square Butte, que termina perto da cidade. Minnesota Power usa principalmente o carvão ocidental para gerar eletricidade, mas também tem uma série de pequenas centrais hidráulicas, instalações elétricas, a maior das quais é a Thomson Hidrelétrica sul de Duluth.